# Rio Maior SC
El Rio Maior SC es un equipo de fútbol de Portugal que juega en la Primera División de Santarem, la quinta división nacional.

## Historia
Fue fundado el 6 de julio de 2016 en la ciudad de Rio Maior del distrito de Santarém, afiliado a la Asociación de Fútbol de Santarém y está inscrito con la licencia 1572 ante la Federación Portuguesa de Fútbol. Cuenta también con una sección de Fútbol 7.
Tras pasar sus primeros cinco años de existencia en las divisiones regionales, es campeón distrital y consigue el ascenso al Campeonato de Portugal para la temporada 2022/23.

## Palmarés
- Primera División de Santarém: 1

2021/22